# آدام موتو
آدام موتو (انگلیسی: Adam Muto؛ زادهٔ ۱۹ ژوئیهٔ ۱۹۸۰) فیلم‌نامه‌نویس، پویانما، تهیه‌کننده تلویزیونی و کارگردان اهل ایالات متحده آمریکا است. وی همچنین برندهٔ جوایزی همچون جوایز امی ساعات پربیننده شده‌است.